# پلیابیتس
پلیابیتس (نام علمی: Pliobates cataloniae) نام یک گونه از بالاخانواده کپی است.